# Антоновский, Александр Петрович
Александр Петрович Антоновский (1863—1939) — российский певец (бас).
Репертуар Антоновского насчитывал около 50 партий. С одинаковым успехом выступал в драматических и комических партиях, создав галерею разнохарактерных образов. Записывался на грампластинки: G & T (1900, Россия).

## Биография
Родился 22 августа (3 сентября по новому стилю) 1863 года (по другим данным в 1864 году) в Кишинёве в семье коллежского советника.
Учился в кишиневской гимназии. Там же пел в хоре, где обратил на себя внимание звучным красивым голосом.
В 1882—1886 годах обучался пению в Московской консерватории (класс Дж. Гальвани, сценическое мастерство изучал под руководством И. Самарина, затем И. Булдина).
В 1886 году дебютировал на сцене Большого московского театра в роли мельника в «Русалке» Даргомыжского.
В 1900—1902 годах пел в Мариинском театре Санкт-Петербурга.
Также пел на частных сценах Киева, Харькова, Одессы и Москвы.
В 1911 году участвовал в первом вокальном конкурсе-турнире в Харькове.
Оставив оперную сцену в 43 года — возвратился в Кишинёв, где давал бесплатные уроки пения.
С 1921 года — директор Кишинёвской консерватории, одновременно вёл класс пения. Среди его учеников — Л. Боксан, Н. Н. Дидученко, П. Кэлдэрару, В. Семин, Е. В. Уреке, Т. С. Чебан.
Умер 13 марта 1939 года в Кишиневе.